# Südamerikaspiele 2022/Handball
Bei den 12. Südamerikaspielen 2022 wurde zum sechsten Mal jeweils ein Turnier im Handball für Nationalmannschaften der Männer und Frauen ausgetragen. Die Wettbewerbe fanden vom 6. bis 15. Oktober im CEO Centro de Entrenamiento in Asunción in Paraguay statt.
Gespielt wurde jeweils in einer Gruppenphase in einem einfachen Jeder-gegen-jeden-Turnier. Sieger wurden die argentinische Männer-Handballnationalmannschaft und die brasilianische Frauen-Handballnationalmannschaft.

## Männer

### Turnierverlauf
| Pl. | Land        | Sp. | S | U | N | Tore      | Diff. | Punkte |
| --- | ----------- | --- | - | - | - | --------- | ----- | ------ |
| 1.  | Argentinien | 4   | 4 | 0 | 0 | 0151:790  | +72   | 8      |
| 2.  | Chile       | 4   | 3 | 0 | 1 | 0138:940  | +44   | 6      |
| 3.  | Uruguay     | 4   | 2 | 0 | 2 | 0105:1240 | −19   | 4      |
| 4.  | Paraguay    | 4   | 0 | 1 | 3 | 0107:1550 | −48   | 1      |
| 5.  | Venezuela   | 4   | 0 | 1 | 3 | 098:1470  | −49   | 1      |

Anmk.: Bei Punktgleichheit entschied der direkte Vergleich, dann das Torverhältnis.
| 11. Oktober 2022 14.30 Uhr | Argentinien            | 43:17        | Venezuela             | CEO Centro de Entrenamiento Olímpico, Asunción Zuschauer: 208 Schiedsrichter: Sosa, Lemes |
| 11. Oktober 2022 14.30 Uhr | meiste Tore: Robledo 9 | (22:7)       | meiste Tore: Araque 4 | CEO Centro de Entrenamiento Olímpico, Asunción Zuschauer: 208 Schiedsrichter: Sosa, Lemes |
| 11. Oktober 2022 14.30 Uhr | Strafen: 3×            | Spielbericht | Strafen: 2× 3×        | CEO Centro de Entrenamiento Olímpico, Asunción Zuschauer: 208 Schiedsrichter: Sosa, Lemes |

| 11. Oktober 2022 16.30 Uhr | Paraguay              | 29:33        | Uruguay             | CEO Centro de Entrenamiento Olímpico, Asunción Zuschauer: 1.120 Schiedsrichter: Paolantoni, García |
| 11. Oktober 2022 16.30 Uhr | meiste Tore: Duarte 7 | (15:14)      | meiste Tore: Lima 5 | CEO Centro de Entrenamiento Olímpico, Asunción Zuschauer: 1.120 Schiedsrichter: Paolantoni, García |
| 11. Oktober 2022 16.30 Uhr | Strafen: 3× 4×        | Spielbericht | Strafen: 2×         | CEO Centro de Entrenamiento Olímpico, Asunción Zuschauer: 1.120 Schiedsrichter: Paolantoni, García |

| 12. Oktober 2022 14.30 Uhr | Venezuela           | 19:41        | Chile                         | CEO Centro de Entrenamiento Olímpico, Asunción Zuschauer: 550 Schiedsrichter: Paolantoni, García |
| 12. Oktober 2022 14.30 Uhr | meiste Tore: Noel 5 | (10:21)      | meiste Tore: Pavez, Salgado 5 | CEO Centro de Entrenamiento Olímpico, Asunción Zuschauer: 550 Schiedsrichter: Paolantoni, García |
| 12. Oktober 2022 14.30 Uhr | Strafen: 1× 5×      | Spielbericht | Strafen: 1× 2×                | CEO Centro de Entrenamiento Olímpico, Asunción Zuschauer: 550 Schiedsrichter: Paolantoni, García |

| 12. Oktober 2022 16.30 Uhr | Paraguay              | 21:44        | Argentinien            | CEO Centro de Entrenamiento Olímpico, Asunción Zuschauer: 990 Schiedsrichter: Magalhães, Godoy |
| 12. Oktober 2022 16.30 Uhr | meiste Tore: Ozorio 5 | (11:22)      | meiste Tore: Robledo 9 | CEO Centro de Entrenamiento Olímpico, Asunción Zuschauer: 990 Schiedsrichter: Magalhães, Godoy |
| 12. Oktober 2022 16.30 Uhr | Strafen: 1× 5×        | Spielbericht | Strafen: 3× 4×         | CEO Centro de Entrenamiento Olímpico, Asunción Zuschauer: 990 Schiedsrichter: Magalhães, Godoy |

| 13. Oktober 2022 14.30 Uhr | Venezuela                | 35:35        | Paraguay               | CEO Centro de Entrenamiento Olímpico, Asunción Zuschauer: 1.012 Schiedsrichter: Sosa, Lemes |
| 13. Oktober 2022 14.30 Uhr | meiste Tore: Peñaloza 10 | (16:16)      | meiste Tore: Salinas 9 | CEO Centro de Entrenamiento Olímpico, Asunción Zuschauer: 1.012 Schiedsrichter: Sosa, Lemes |
| 13. Oktober 2022 14.30 Uhr | Strafen: 2× 1×           | Spielbericht | Strafen: 1× 5×         | CEO Centro de Entrenamiento Olímpico, Asunción Zuschauer: 1.012 Schiedsrichter: Sosa, Lemes |

| 13. Oktober 2022 16.30 Uhr | Chile                  | 33:24        | Uruguay                 | CEO Centro de Entrenamiento Olímpico, Asunción Schiedsrichter: Magalhães, Godoy |
| 13. Oktober 2022 16.30 Uhr | meiste Tore: Frelijj 6 | (18:13)      | meiste Tore: Chaparro 6 | CEO Centro de Entrenamiento Olímpico, Asunción Schiedsrichter: Magalhães, Godoy |
| 13. Oktober 2022 16.30 Uhr | Strafen: 3× 5×         | Spielbericht | Strafen: 1× 5×          | CEO Centro de Entrenamiento Olímpico, Asunción Schiedsrichter: Magalhães, Godoy |

| 14. Oktober 2022 14.30 Uhr | Uruguay                            | 20:35        | Argentinien              | CEO Centro de Entrenamiento Olímpico, Asunción Zuschauer: 600 Schiedsrichter: Magalhães, Godoy |
| 14. Oktober 2022 14.30 Uhr | meiste Tore: Chaparro, Falabrino 4 | (10:14)      | meiste Tore: Baronetto 7 | CEO Centro de Entrenamiento Olímpico, Asunción Zuschauer: 600 Schiedsrichter: Magalhães, Godoy |
| 14. Oktober 2022 14.30 Uhr | Strafen: 1×                        | Spielbericht | Strafen: 1× 3×           | CEO Centro de Entrenamiento Olímpico, Asunción Zuschauer: 600 Schiedsrichter: Magalhães, Godoy |

| 14. Oktober 2022 16.30 Uhr | Chile                           | 43:22        | Paraguay                | CEO Centro de Entrenamiento Olímpico, Asunción Zuschauer: 972 Schiedsrichter: Paolantoni, García |
| 14. Oktober 2022 16.30 Uhr | meiste Tore: Ceballos, Donoso 6 | (21:7)       | meiste Tore: Martínez 7 | CEO Centro de Entrenamiento Olímpico, Asunción Zuschauer: 972 Schiedsrichter: Paolantoni, García |
| 14. Oktober 2022 16.30 Uhr | Strafen: 2× 3×                  | Spielbericht | Strafen: 1× 4×          | CEO Centro de Entrenamiento Olímpico, Asunción Zuschauer: 972 Schiedsrichter: Paolantoni, García |

| 15. Oktober 2022 10.00 Uhr | Uruguay              | 28:27        | Venezuela                | CEO Centro de Entrenamiento Olímpico, Asunción Zuschauer: 320 Schiedsrichter: Magalhães, Godoy |
| 15. Oktober 2022 10.00 Uhr | meiste Tore: Rubbo 5 | (13:15)      | meiste Tore: Peñaloza 10 | CEO Centro de Entrenamiento Olímpico, Asunción Zuschauer: 320 Schiedsrichter: Magalhães, Godoy |
| 15. Oktober 2022 10.00 Uhr | Strafen: 1× 2×       | Spielbericht | Strafen: 2× 6×           | CEO Centro de Entrenamiento Olímpico, Asunción Zuschauer: 320 Schiedsrichter: Magalhães, Godoy |

| 15. Oktober 2022 12.00 Uhr | Argentinien              | 29:21        | Chile                         | CEO Centro de Entrenamiento Olímpico, Asunción Zuschauer: 1.600 Schiedsrichter: Sosa, Lemes |
| 15. Oktober 2022 12.00 Uhr | meiste Tore: Fernández 6 | (17:9)       | meiste Tore: Er. Feuchtmann 5 | CEO Centro de Entrenamiento Olímpico, Asunción Zuschauer: 1.600 Schiedsrichter: Sosa, Lemes |
| 15. Oktober 2022 12.00 Uhr | Strafen: 3× 5×           | Spielbericht | Strafen: 2× 4× 2×             | CEO Centro de Entrenamiento Olímpico, Asunción Zuschauer: 1.600 Schiedsrichter: Sosa, Lemes |

### Platzierungen
Legende
| Rang | Mannschaft  | Kader |
| ---- | ----------- | --- |
|      | Argentinien | Agustín Forlino, Diego Simonet, Federico Gastón Fernández, Federico Pizarro, Francisco Lombardi, Gonzalo Carro, James Lewis Parker, Lautaro Robledo, Leonel Maciel, Lucas Moscariello, Mariano Cánepa, Mauricio Basualdo, Nicolás Bonanno, Pablo Simonet, Pedro Martínez Cami, Santiago Baronetto. |
|      | Chile       | Aaron Codina, Arian Delgado, Benjamín Calleja, Benjamín Illesca, Danilo Salgado, Diego Caro, Emil Feuchtmann Pérez, Erwin Feuchtmann Pérez, Esteban Salinas Muñoz, Felipe García, Javier Frelijj, Nicolás Moraga, Rodrigo Salinas Muñoz, Sebastián Pavez, Sebastián Ceballos, Víctor Donoso.       |
|      | Uruguay     | Alejandro Velazco, Andrés Viera, Bruno Borba, Cristhian Rostagno, Diego Falabrino, Diego Morandeira, Facundo Lima, Federico Rubbo, Gabriel Chaparro, Guillermo Milian, Luis Navarrete, Marcos Mazzilli, Maximiliano De Agrela, Maximo Cancio, Nicolás Fabra, Rodrigo Botejara.                     |
| 4    | Paraguay    | |
| 5    | Venezuela   | |

## Frauen

### Turnierverlauf
| Pl. | Land        | Sp. | S | U | N | Tore      | Diff. | Punkte |
| --- | ----------- | --- | - | - | - | --------- | ----- | ------ |
| 1.  | Brasilien   | 5   | 5 | 0 | 0 | 0176:730  | +103  | 10     |
| 2.  | Paraguay    | 5   | 3 | 0 | 2 | 0135:1050 | +30   | 6      |
| 3.  | Argentinien | 5   | 3 | 0 | 2 | 0136:410  | +95   | 6      |
| 4.  | Uruguay     | 5   | 2 | 0 | 3 | 0134:1020 | +32   | 4      |
| 5.  | Chile       | 5   | 2 | 0 | 3 | 0130:1120 | +18   | 4      |
| 6.  | Bolivien    | 5   | 0 | 0 | 5 | 015:2390  | −224  | 0      |

Anmk.: Bei Punktgleichheit entschied der direkte Vergleich, dann das Torverhältnis.
| 6. Oktober 2022 14.00 Uhr | Paraguay               | 19:34        | Brasilien           | CEO Centro de Entrenamiento Olímpico, Asunción Schiedsrichter: Paolantoni, García |
| 6. Oktober 2022 14.00 Uhr | meiste Tore: Insfrán 7 | (8:18)       | meiste Tore: Lima 6 | CEO Centro de Entrenamiento Olímpico, Asunción Schiedsrichter: Paolantoni, García |
| 6. Oktober 2022 14.00 Uhr | Strafen: 1× 3×         | Spielbericht | Strafen: 1× 5×      | CEO Centro de Entrenamiento Olímpico, Asunción Schiedsrichter: Paolantoni, García |

| 6. Oktober 2022 16.00 Uhr | Argentinien                       | 48:1         | Bolivien           | CEO Centro de Entrenamiento Olímpico, Asunción Zuschauer: 500 Schiedsrichter: Aguilera, Gutiérrez |
| 6. Oktober 2022 16.00 Uhr | meiste Tore: Cáceres, Pedernera 7 | (23:1)       | meiste Tore: Pol 1 | CEO Centro de Entrenamiento Olímpico, Asunción Zuschauer: 500 Schiedsrichter: Aguilera, Gutiérrez |
| 6. Oktober 2022 16.00 Uhr |                                   | Spielbericht | Strafen: 2×        | CEO Centro de Entrenamiento Olímpico, Asunción Zuschauer: 500 Schiedsrichter: Aguilera, Gutiérrez |

| 6. Oktober 2022 18.00 Uhr | Chile                         | 21:27        | Uruguay                 | CEO Centro de Entrenamiento Olímpico, Asunción Zuschauer: 222 Schiedsrichter: Corrêa, Corrêa |
| 6. Oktober 2022 18.00 Uhr | meiste Tore: Araya, Ramírez 5 | (9:15)       | meiste Tore: Barreiro 5 | CEO Centro de Entrenamiento Olímpico, Asunción Zuschauer: 222 Schiedsrichter: Corrêa, Corrêa |
| 6. Oktober 2022 18.00 Uhr | Strafen: 1× 3×                | Spielbericht | Strafen: 1× 5×          | CEO Centro de Entrenamiento Olímpico, Asunción Zuschauer: 222 Schiedsrichter: Corrêa, Corrêa |

| 7. Oktober 2022 14.00 Uhr | Argentinien                         | 22:23        | Paraguay               | CEO Centro de Entrenamiento Olímpico, Asunción Schiedsrichter: Sosa, Lemes |
| 7. Oktober 2022 14.00 Uhr | meiste Tore: Dalle Crode, Manzano 4 | (9:8)        | meiste Tore: Insfrán 5 | CEO Centro de Entrenamiento Olímpico, Asunción Schiedsrichter: Sosa, Lemes |
| 7. Oktober 2022 14.00 Uhr | Strafen: 2× 4×                      | Spielbericht | Strafen: 2× 3× 1×      | CEO Centro de Entrenamiento Olímpico, Asunción Schiedsrichter: Sosa, Lemes |

| 7. Oktober 2022 16.00 Uhr | Bolivien                         | 6:49         | Chile                  | CEO Centro de Entrenamiento Olímpico, Asunción Zuschauer: 500 Schiedsrichter: Paolantoni, García |
| 7. Oktober 2022 16.00 Uhr | meiste Tore: Avendaño, Cáceres 2 | (2:23)       | meiste Tore: Castro 11 | CEO Centro de Entrenamiento Olímpico, Asunción Zuschauer: 500 Schiedsrichter: Paolantoni, García |
| 7. Oktober 2022 16.00 Uhr | Strafen: 4×                      | Spielbericht | Strafen: 1×            | CEO Centro de Entrenamiento Olímpico, Asunción Zuschauer: 500 Schiedsrichter: Paolantoni, García |

| 7. Oktober 2022 18.00 Uhr | Brasilien                           | 29:25        | Uruguay                | CEO Centro de Entrenamiento Olímpico, Asunción Zuschauer: 223 Schiedsrichter: Aguilera, Gutiérrez |
| 7. Oktober 2022 18.00 Uhr | meiste Tore: vier Spielerinnen je 4 | (14:11)      | meiste Tore: Ferrari 9 | CEO Centro de Entrenamiento Olímpico, Asunción Zuschauer: 223 Schiedsrichter: Aguilera, Gutiérrez |
| 7. Oktober 2022 18.00 Uhr | Strafen: 2× 3×                      | Spielbericht | Strafen: 1×            | CEO Centro de Entrenamiento Olímpico, Asunción Zuschauer: 223 Schiedsrichter: Aguilera, Gutiérrez |

| 8. Oktober 2022 14.00 Uhr | Uruguay                 | 21:29        | Paraguay               | CEO Centro de Entrenamiento Olímpico, Asunción Zuschauer: 1.500 Schiedsrichter: Paolantoni, García |
| 8. Oktober 2022 14.00 Uhr | meiste Tore: Barreiro 8 | (13:13)      | meiste Tore: Insfrán 8 | CEO Centro de Entrenamiento Olímpico, Asunción Zuschauer: 1.500 Schiedsrichter: Paolantoni, García |
| 8. Oktober 2022 14.00 Uhr | Strafen: 5×             | Spielbericht | Strafen: 2× 5×         | CEO Centro de Entrenamiento Olímpico, Asunción Zuschauer: 1.500 Schiedsrichter: Paolantoni, García |

| 8. Oktober 2022 16.00 Uhr | Bolivien               | 1:54         | Brasilien                       | CEO Centro de Entrenamiento Olímpico, Asunción Zuschauer: 427 Schiedsrichter: Sosa, Lemes |
| 8. Oktober 2022 16.00 Uhr | meiste Tore: Cáceres 1 | (0:26)       | meiste Tore: Bolzan, Resende 10 | CEO Centro de Entrenamiento Olímpico, Asunción Zuschauer: 427 Schiedsrichter: Sosa, Lemes |
| 8. Oktober 2022 16.00 Uhr | Strafen: 1×            | Spielbericht | Strafen: 1×                     | CEO Centro de Entrenamiento Olímpico, Asunción Zuschauer: 427 Schiedsrichter: Sosa, Lemes |

| 8. Oktober 2022 18.00 Uhr | Chile                 | 25:29        | Argentinien            | CEO Centro de Entrenamiento Olímpico, Asunción Zuschauer: 1.007 Schiedsrichter: Corrêa, Corrêa |
| 8. Oktober 2022 18.00 Uhr | meiste Tore: Müller 6 | (10:14)      | meiste Tore: Manzano 6 | CEO Centro de Entrenamiento Olímpico, Asunción Zuschauer: 1.007 Schiedsrichter: Corrêa, Corrêa |
| 8. Oktober 2022 18.00 Uhr | Strafen: 3×           | Spielbericht | Strafen: 1×            | CEO Centro de Entrenamiento Olímpico, Asunción Zuschauer: 1.007 Schiedsrichter: Corrêa, Corrêa |

| 9. Oktober 2022 14.00 Uhr | Paraguay              | 47:6         | Bolivien                     | CEO Centro de Entrenamiento Olímpico, Asunción Zuschauer: 1.507 Schiedsrichter: Aguilera, Gutiérrez |
| 9. Oktober 2022 14.00 Uhr | meiste Tore: Aluan 13 | (22:4)       | meiste Tore: Castillo, Pol 3 | CEO Centro de Entrenamiento Olímpico, Asunción Zuschauer: 1.507 Schiedsrichter: Aguilera, Gutiérrez |
| 9. Oktober 2022 14.00 Uhr |                       | Spielbericht | Strafen: 2×                  | CEO Centro de Entrenamiento Olímpico, Asunción Zuschauer: 1.507 Schiedsrichter: Aguilera, Gutiérrez |

| 9. Oktober 2022 16.00 Uhr | Uruguay                          | 20:22        | Argentinien         | CEO Centro de Entrenamiento Olímpico, Asunción Zuschauer: 850 Schiedsrichter: Corrêa, Corrêa |
| 9. Oktober 2022 16.00 Uhr | meiste Tore: Barreiro, Schinca 5 | (8:13)       | meiste Tore: Mena 5 | CEO Centro de Entrenamiento Olímpico, Asunción Zuschauer: 850 Schiedsrichter: Corrêa, Corrêa |
| 9. Oktober 2022 16.00 Uhr | Strafen: 1×                      | Spielbericht | Strafen: 1×         | CEO Centro de Entrenamiento Olímpico, Asunción Zuschauer: 850 Schiedsrichter: Corrêa, Corrêa |

| 9. Oktober 2022 18.00 Uhr | Brasilien                           | 33:13        | Chile                | CEO Centro de Entrenamiento Olímpico, Asunción Zuschauer: 520 Schiedsrichter: Sosa, Lemes |
| 9. Oktober 2022 18.00 Uhr | meiste Tore: drei Spielerinnen je 5 | (17:8)       | meiste Tore: Gómez 3 | CEO Centro de Entrenamiento Olímpico, Asunción Zuschauer: 520 Schiedsrichter: Sosa, Lemes |
| 9. Oktober 2022 18.00 Uhr | Strafen: 1×                         | Spielbericht | Strafen: 3×          | CEO Centro de Entrenamiento Olímpico, Asunción Zuschauer: 520 Schiedsrichter: Sosa, Lemes |

| 10. Oktober 2022 14.00 Uhr | Uruguay                | 41:1         | Bolivien           | CEO Centro de Entrenamiento Olímpico, Asunción Zuschauer: 900 Schiedsrichter: Aguilera, Gutiérrez |
| 10. Oktober 2022 14.00 Uhr | meiste Tore: Schinca 9 | (20:0)       | meiste Tore: Pol 1 | CEO Centro de Entrenamiento Olímpico, Asunción Zuschauer: 900 Schiedsrichter: Aguilera, Gutiérrez |
| 10. Oktober 2022 14.00 Uhr | Strafen: 1×            | Spielbericht | Strafen: 1× 2×     | CEO Centro de Entrenamiento Olímpico, Asunción Zuschauer: 900 Schiedsrichter: Aguilera, Gutiérrez |

| 10. Oktober 2022 16.00 Uhr | Chile                 | 22:17        | Paraguay               | CEO Centro de Entrenamiento Olímpico, Asunción Zuschauer: 1.621 Schiedsrichter: Paolantoni, García |
| 10. Oktober 2022 16.00 Uhr | meiste Tore: Müller 7 | (11:10)      | meiste Tore: Fleitas 6 | CEO Centro de Entrenamiento Olímpico, Asunción Zuschauer: 1.621 Schiedsrichter: Paolantoni, García |
| 10. Oktober 2022 16.00 Uhr | Strafen: 1× 2×        | Spielbericht | Strafen: 1× 7× 1×      | CEO Centro de Entrenamiento Olímpico, Asunción Zuschauer: 1.621 Schiedsrichter: Paolantoni, García |

| 10. Oktober 2022 18.00 Uhr | Brasilien               | 26:15        | Argentinien          | CEO Centro de Entrenamiento Olímpico, Asunción Zuschauer: 750 Schiedsrichter: Sosa, Lemes |
| 10. Oktober 2022 18.00 Uhr | meiste Tore: Carvalho 6 | (14:9)       | meiste Tore: Ponce 4 | CEO Centro de Entrenamiento Olímpico, Asunción Zuschauer: 750 Schiedsrichter: Sosa, Lemes |
| 10. Oktober 2022 18.00 Uhr | Strafen: 3×             | Spielbericht | Strafen: 1×          | CEO Centro de Entrenamiento Olímpico, Asunción Zuschauer: 750 Schiedsrichter: Sosa, Lemes |

### Platzierungen
Legende
| Rang | Mannschaft  | Kader |
| ---- | ----------- | --- |
|      | Brasilien   | Ana Carolina Resende, Ana Clara Carvalho, Ana Cláudia Bolzan, Ana Paula Rodrigues Belo, Bruna Rodrigues, Camila Bonomini, Fernanda Lima, Geandra de Souza, Jéssica Oliveira, Jhennifer dos Santos, Lívia Ventura, Marcela Arounian, Maria Eduarda dos Santos, Milena Menezes, Nicole Damascena, Tainara Gonçalves. |
|      | Paraguay    | Ada Miskinich, Alicia Villalba, Anabel Oviedo, Belinda Bobadilla, Camila Feschenko, Carimy Aluan, Delyne Leiva, Fernanda Insfrán, Jazmín Mendoza, Jessica Fleitas, Julieta Chilavert, Kamila Rolón, Karina dos Santos, Maggie Lugo, María Machuca, Sofía Villalba.                                                 |
|      | Argentinien | Antonela Mena, Azul Spinelli, Camila Pedernera, Candelaria Cuadrado, Daniela Vaucher, Delfina Ojea, Florencia Ponce de León, Iara Cáceres, Leila Niño, Lucía Dalle Crode, Maira Carletti, Martina Romero, Sofía Manzano, Sofía Rivadeneira, Valentina Brodsky, Victoria Crivelli.                                  |
| 4    | Uruguay     | |
| 5    | Chile       | |
| 6    | Bolivien    | |